# 何光暐
何光暐（1944年4月—），湖南华容人，中华人民共和国政治人物。中共元老解放軍高級將領何长工之子。

## 生平
1944年4月出生於湖南省岳陽市华容縣。1963年入伍，先后在空军院校和军委空军政治部工作。1981年8月，担任第十屆共青团中央书记处书记，全國青年聯合會副主席。1982年12月连任第十一屆團中央書記处書記。1986年擔任国家旅游局副局长，1995年至2005年3月，升任国家旅游局局长。2008年3月，当选第十一届全国政协常务委员，代表经济界，分入第三十七组。。2013年3月当选十二届全国政协委员会常务委员。

## 家庭
- 父亲何长工，中国人民解放军高级将领，第五届全国政协副主席。
- 儿子何刚[4]，电影投资人。
- 儿媳高露[5]，因驾车进入故宫而引发争议[需要較佳来源]。在高露微博（名为“露小宝LL”）、Ins（名为“lulu-lggh”）等社交媒体炫富的图片中，网友们也发现了其声称购入的豪宅登记在忠旺集团刘忠田妻子Wang Zhijie名下。[6]